# إرهاق مشبكي
التعب المشبكي، أو الإرهاق المشبكي، أو الاكتئاب المشبكي قصير المدى، هو شكل من اللدونة المشبكية قصيرة المدى المعتمدة على النشاط والتي تؤدي إلى عدم قدرة الخلايا العصبية المؤقتة على الإطلاق وبالتالي نقل إشارة الإدخال. يُعتقد أنه شكل من أشكال الارتجاع السلبي من أجل التحكم الفسيولوجي في أشكال معينة من نشاط الجهاز العصبي.